# Аталарих
Аталарих  (гот. 𐌰𐌸𐌰𐌻𐌰𐍂𐌴𐌹𐌺𐍃 (Aþalareiks); лат. Athalaricus; 516 — 2 октября 534) — король остготов в 526—534 годах из династии Амалов.

## Биография
Аталарих, сын Эвтариха и дочери Теодориха Великого Амаласунты, наследовал престол в 10-летнем возрасте после смерти своего деда Теодориха Великого. Регентство при несовершеннолетнем ребёнке должна была осуществлять Амаласунта. Но готская знать неохотно сносила власть женщины, и это неудовольствие усилилось ещё больше, когда Амаласунта вступила в сношения с императором Юстинианом I. Готы настояли на том, чтобы Аталарих, которому Амаласунта хотела дать классическое воспитание, был окружен молодыми готами; последние стали побуждать его к пьянству, к общению с женщинами, окончательно испортили его характер и, пользуясь его неразумием, внушали ему непослушание матери, так что он вообще не считал нужным считаться с ней. Аталарих, предавшись безграничному пьянству, впал в болезнь, от чего и умер 2 октября 534 года.
Именно в правление Аталариха, видимо, под влиянием его матери Амаласунты, Кассиодор написал свою «Историю готов». В одном из писем собрания «Variae» король Аталарих объявляет сенату: Кассиодор «…направил свои усилия на [разыскания] о древнем нашем роде, изведав путём чтения всё то, что едва ещё удержалось в седых записях предков. Он вывел из долгого забвения готских королей, скрытых в убежище старины. Он восстановил Амалов со всём блеском их рода, с очевидностью показав, что мы имеем королевские корни в семнадцатом поколении. Он сделал римским происхождение истории готов». Хотя труд Кассиодора не сохранился, но на его основе историк Иордан создал своё сочинение «О происхождении и деяниях гетов», правда, в несколько укороченном и переложенном виде.